# Aechmea aciculosa
Espèce
Classification phylogénétique
Synonymes
- Nidularium deleonii L.B.Sm.
- Pothuava aciculosa (Mez & Sodiro) L.B.Sm. & W.J.Kress
- Ronnbergia nidularioides H.E.Luther

Aechmea aciculosa est une espèce de plante de la famille des Bromeliaceae, endémique d'Équateur.

## Synonymes
- Nidularium deleonii L.B.Sm.[2] ;
- Pothuava aciculosa (Mez & Sodiro) L.B.Sm. & W.J.Kress[2] ;
- Ronnbergia nidularioides H.E.Luther[2].